# Интерлакен-Оберхасли
Интерлакен-Оберхасли (нем. Verwaltungskreis Interlaken-Oberhasli) — округ, занимающий юго-восточную часть кантона Берн в Швейцарии.
Создан 1 января 2010 года и включает территории бывших округов Интерлакен и Оберхасли. Население на 31 декабря 2011 года — 46 481 человек. Центр округа — город Интерлакен.